# Маяр, Матия
Матия Маяр (Маяр Зильский), (словен. Matija Majar Ziljski) (1809—1892) — словенский общественный деятель, просветитель, один из деятелей национального возрождения, борец против насильственной германизации словенцев.

## Биография
Матия Маяр родился 7 февраля 1809 г. в Зильской долине (Ziljska dolina), в семье священника. В 1836 г. он окончил семинарию в Целовце (немецкое название - Клагенфурт), и стал католическим священником. Служил в разных приходах, в 1840-х гг. работал в канцелярии епископа. В конце 1830-х гг. стал поборником иллиризма, проповедовал идеи славянского единения. В период Весны народов 1848 года Маяр опубликовал план создания на базе Австрийской империи «Объединённой Словении», а в ближайшей перспективе - чисто-славянской державы, в которую вошли бы Словения, Центральная Хорватия, Славония, Далмация, Чехия, Галиция, Моравия, Словакия и вновь организованная область Воеводина. Эта утопическая идея вскоре нашла широкую поддержку. В одном своем сочинении Маяр писал: «Наша держава должна быть суверенною, независимою… Держава должна быть основана заново. Мы должны выступить в ней… как единый народ».
Маяр разрабатывал план не только сближения славян в культурном контексте, но и сближения, а по сути, объединения их языков и создания всеславянского языка на основе диалектов сербохорватского и словенского языков («иллирийский язык»). Им был разработан «Узајемни Правопис Славјански» (1865 г.).
Маяр активно поддерживал связи с русскими учёными. Он же считается первым словенским учёным, который посетил Россию. Это произошло при следующих обстоятельствах. В 1867 году в Москве прошла Этнографическая выставка, на которую Маяр прислал целый ряд экспонатов из родной Зильской долины (Ziljska dolina), купленных за свой счёт, включая коллекцию свадебных костюмов. Посетить выставку пригласили 10 словенцев, но лишь Маяр совершил туда визит. Там он познакомился с русскими славистами М. П. Погодиным и Н. А. Поповым, которые позднее помогли ему получить помощь от Московского Славянского благотворительного комитета на издание журнала «Slavjan». 
Маяр часто посылал книги для российских университетов и в 1867 году издал русскую грамматику для словенцев (она долгое время оставалась единственным пособием такого рода). Маяр продолжал участвовать в национальном движении словенцев Каринтии, за что подвергался преследованиям со стороны местных властей. В 1873 г. Маяр начал издавать на «общеславянском» языке журнал «Slavjan», имевший большой успех, но закрытый в 1875 г. В 1885 г. Маяр, из-за преследований, переселился в Прагу, где прожил до конца своих дней. Похоронен на Ольшанском кладбище.

## Сочинения
- Словница Словенска, Русская Словница, Церквенне песни и песни с напевы (1846)
- Правила како изображевати Илирско наречие (1848),
- Святые братья Кирилл и Мефодий (1864),
- Узајемни Правопис Славјански (1865),
- Святые братья Кирилл и Мефодий, славянские апостолы (1885).